# Alessandro Gherardi
Alessandro Gherardi (Firenze, 8 luglio 1844 – Firenze, 8 gennaio 1908) è stato un archivista e storico italiano.

## Biografia
Nacque nel 1844 a Firenze da Ferdinando Gherardi e Assunta Burzagli.
Ammesso all'Archivio di Stato di Firenze come apprendista nel 1861, vi frequentò i corsi della scuola di paleografia e diplomatica. Divenne direttore dell'archivio nel 1903.
Nel 1896-1898 pubblicò la prima serie delle Consulte della Repubblica Fiorentina dall'anno 1280 al 1298, con cui vinse il premio dell'Accademia delle Scienze di Torino.
Oltre ad animare la Deputazione toscana di storia patria, fu membro di varie società e accademie, fra le quali l'Accademia Colombaria dal 1868 e l'Accademia della Crusca dal 1897.
Morì nel 1908 a Firenze.

## Opere
- Statuti della Università e studio fiorentino dell'anno 1387, Firenze, Tipografia Galileiana, 1881.